# Hoya bilobata
Hoya bilobata ist eine Pflanzenart der Gattung der Wachsblumen (Hoya) aus der Unterfamilie der Seidenpflanzengewächse (Asclepiadoideae). Die kleinblütige Art ist endemisch auf der philippinischen Insel Mindanao.

## Merkmale
Hoya bilobata besitzt verzweigte und dicht beblätterte, kletternde Triebe, deren Oberflächen schwach flaumig behaart sind. Die Blätter sind gestielt, der fleischige Stiel wird bis 3 mm lang. Die ledrigen, kahlen (oder flaumig behaarten) Blattspreiten sind elliptisch bis rundlich im Umriss und werden 1,7 bis 2,2 cm lang und 1,3 bis 1,8 cm breit.
Der Blütenstand enthält bis zu 20 hängende Blüten (bis 25 Blüten). Der Stiel des Blütenstands, dessen Oberfläche kahl ist, wird 1 bis 3 cm lang und ist im Querschnitt rund. Die Blüten sind verhältnismäßig sehr klein mit einem Durchmesser von etwa 3 mm. Die gelblichen, kahlen Blütenstiele sind sehr dünn, fadenförmig und bis 8 mm lang. Die kahlen Kelchblätter sind länglich (bis 1 mm) und enden stumpf. Die Blütenkrone ist knopfartig und dunkelrosa bis rot gefärbt. Sie ist außen kahl, innen jedoch dicht mit kurzen Papillen besetzt. Die stumpf auslaufenden Kronzipfel sind eiförmig, etwa 1,5 mm lang und stark nach außen eingerollt. Die Nebenkrone ist gelblich oder auch rötlich mit einem gelblichen Zentrum; manchmal haben die Nebenkronzipfel auch gelbliche Ränder. Der äußere Fortsatz der staminalen Nebenkronzipfel sind weißlich und weisen zwei Spalten auf. Der innere Fortsatz ist dunkelrosa, schwach aufsteigend, in der Mitte aber niedergedrückt. Die Pollinien sind länglich-zylindrisch mit kurzen Caudiculae. Sie messen 400 µm in der Länge und 100 µm der Breite. Das winzige Corpusculum besitzt die Form eines Rhombus. Der apikale Teil weist drei Spitzen auf, wovon die mittlere Spitze kürzer und nach außen gekippt ist. Der basale Teil des Corpusculum endet in zwei kurzen, geflügelten Polstern. Die Caudiculae besitzen breite Flügel und messen ca. 100 µm in der Länge und 50 µm in der Dicke. Die Blüte duftet fein nach Honig (oder duftet wenig bis gar nicht).

## Taxonomie
Hoya bilobata wurde 1906 von Rudolf Schlechter im Philippine Journal of Science erstmals beschrieben. Das Typusexemplar wurde von einem Sammlers namens Copeland im März 1904 in der Provinz Davao del Sur auf der Insel Mindanao gesammelt. Sie galt damals als die "kleinste" Hoya des philippinischen Archipels, was sich sowohl auf die Wuchsgröße wie auch auf die Blüten beziehen dürfte.

## Belege